# Иванов, Григорий Михайлович
Григорий Михайлович Иванов (1819—1877) — архитектор, академик архитектуры Императорской Академии художеств.

## Биография
Сын титулярного советника. Возможно сын скульптора Михаила Ивановича Иванова. Воспитанник и ученик Императорской Академии художеств (1833—1841). Получил медали Академии: малая серебряная (1838), большая серебряная и малая золотая медали (1839) за «Проект театрального училища». Получил от Академии художеств звание художника с правом на чин XIV класса (1839) и был награждён шпагой. Был признан «назначенным в академики» (1843). Представил (1846) в Академию художеств для напечатания на казённый счёт «Записки об истории архитектуры». Избран в академики (1849).
Астраханский губернский архитектор (1859—1860), служил при Комиссариатском департаменте по ремонту госпитальных зданий (1860—1864), в главном интендантском управлении Военного министерства (1864—1866). В это время составил дополнения к «Урочному положению» на всякого рода строительные работы, а также десятичные таблицы для составителей смет и ведомостей по производству оптовых работ, возвел несколько больших частных домов — преимущественно на Васильевском острове и на Петербургской стороне (1865—1874), и составил ещё проекты: церкви на 300 человек для города Плоцка — по поручению наместника Царства Польского, графа Ф. Ф. Берга, дворца для Августейшего Наместника Кавказа в Тифлисе (по конкурсу), сельских школ применительно к полосам, материалам и климатам России — по Высочайше одобренной программе Министерства народного просвещения (3 проекта по конкурсу), и проекты некоторых частных домов.
Известная постройка: казармы Дворянского полка (Петербург, 1842–1843).
Жил в Петербурге, Литве, в Тифлисе и Астрахани.